# Stade d'Arlit
El Stade d'Arlit es un estadio de usos múltiples en la localidad de Arlit, al norte del país africano de Níger. Actualmente se utiliza sobre todo para los partidos de fútbol, principalmente por parte del Akokana FC de la Liga Premier de Níger. El estadio tiene una capacidad para unos 7000 espectadores. 